# Hui (roi de Balhae)
Pour les articles homonymes, voir Hui.
Hui (hangeul : 희왕 ; hanja : 僖王) (mort en 817) est le huitième roi du royaume de Balhae en Corée. Il a régné de 812 à sa mort.